# 松浦信英
松浦 信英（まつら のぶひで）は江戸時代の旗本。小姓、使番、先鉄砲頭等を歴任した。

## 経歴
松浦信正 (市左衛門)の長男として生まれ、天和3年（1683年）3月19日徳川綱吉に御目見した。元禄4年（1691年）12月2日書院番士となり、元禄5年（1692年）3月25日桐間番、9月11日近習番に転じ、10月3日小姓となった。
元禄11年（1698年）7月3日蔵米の代わりに武蔵国久良岐郡・相模国鎌倉郡内600石の知行地を与えられた。12月5日家督を継いで計1,300石となったが、その内300石は蔵米として父の隠居料に充てられた。
宝永6年（1709年）綱吉が死去し、2月21日寄合に列した。正徳3年（1713年）7月18日使番となり、享保2年（1717年）1月15日巡見使として駿河国・近江国・三河国・尾張国・伊賀国・伊勢国・志摩国・甲斐国・信濃国・飛騨国・美濃国等を回った。享保4年（1719年）12月11日先鉄砲頭となり、享保9年（1724年）2月19日辞任、8月23日死去した。

## 親族
- 父：松浦市左衛門信正 - 目付[1]。
- 母：松浦八郎左衛門娘[1]
  - 長弟：松浦忠右衛門信福 - 松浦勘助信吉養子[1]。
  - 次弟：松浦河内守信正 - 松浦八左衛門信守養子[1]。
  - 長妹：星合摂津守顕行妻[1]
  - 次妹：青山市左衛門幸増妻[1]
- 妻：松浦内匠娘[1]
  - 娘：松浦酒之丞信尹妻[1]。
  - 養子：松浦酒之丞信尹 - 新庄主殿直詮七男[1]。